# 蒂拉爾 (阿肯色州)
蒂拉爾（英語：Tillar）是一個位於美國阿肯色州迪沙縣和德魯縣的市鎮。

## 地理
蒂拉爾的座標為33°42′41″N 91°27′11″W / 33.71139°N 91.45306°W，而該地的平均海拔高度為45米（即148英尺）。

## 人口
根據2020年美國人口普查的數據，蒂拉爾的面積為2.03平方千米，皆為陸地。當地共有人口172人，而人口密度為每平方千米84人。